# Anse Etoile
Anse Etoile é um distrito das Seicheles localizado na região norte da Ilha de Mahé com uma área de 5.961 km² e com densidade 841.2/km² (estimativa), é limítrofe com  Beau Vallon, Mont Buxton  Glacis e La Riviere Anglaise.
Em 2021 a população de Anse Etoile foi estimada em 5,015 habitantes, já de acordo com o censo de 2010 a população é de 4,717 habitantes dentre eles 2,398 sendo homens e 2,319 mulheres.